# Kazimír

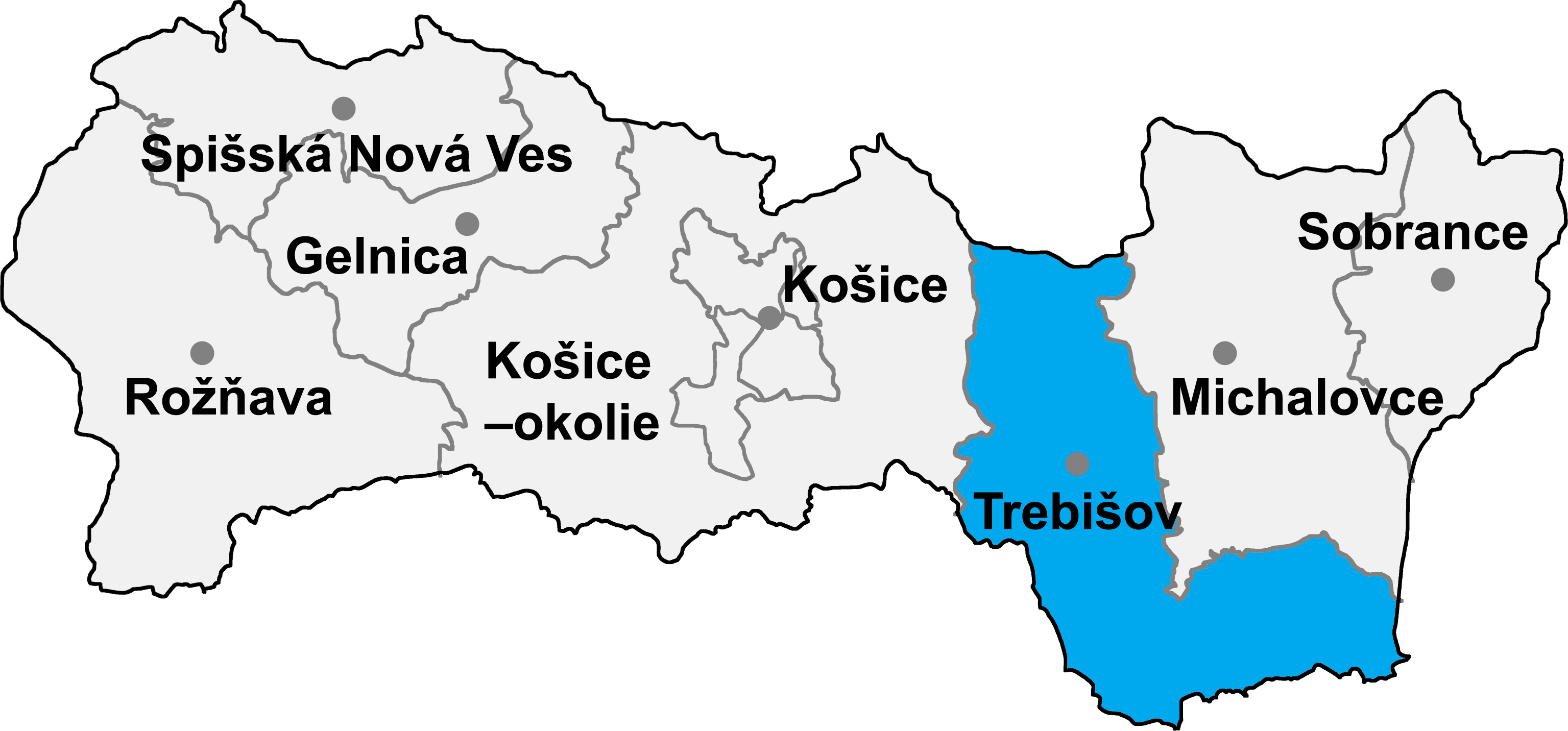
Lolización en distrito de Trebišov

Kazimír es un municipio en el distrito de Trebišov en la región de Košice en el este de Eslovaquia. Tiene una superficie de 9,94 km² y su población al 31 de diciembre de 2020 se estimaba en 840 habitantes.

## Demografía
| Año        | 1994 | 2004    | 2014   | 2024    |
| ---------- | ---- | ------- | ------ | ------- |
| Población  | 914  | 880     | 858    | 813     |
| Diferencia |      | −3,71 % | −2,5 % | −5,24 % |

| Año        | 2023 | 2024    |
| ---------- | ---- | ------- |
| Población  | 827  | 813     |
| Diferencia |      | −1,69 % |